# Vinakademien i Sverige
Vinakademien i Sverige instiftades den 17 maj 1982  på initiativ av juristen och vinhandlaren Nils-Bertil Philipson. 
Vinakademiens består av 18 ordinarie ledamöter representerande olika verksamhetsområden som till exempel arkitektur, bildkonst, gastronomi, journalistik, juridik, kulturhistoria och medicin. Akademiens ändamål enligt stadgarna är att i Sverige främja viner av hög kvalitet och kunskapen om dessa. Strävan ska vara att förbättra svenska folkets dryckesvanor och därigenom sänka konsumtionen av alkoholstarka drycker.
Akademien utdelar årligen ett stipendium till en eller flera personer som gjort betydande insatser till främjandet av akademiens syften.
Vinakademien har utropat den 22 januari till vinets dag, då även Sankt Vincent, vinodlarnas och vinmakarnas skyddshelgons har sin dag. Tanken med dagen är inte att dricka mer vin, utan i stället att uppmuntra till att upptäcka bättre vinsorter. 
Vinakademiens ledamöter 2023 är: Behnaz Aram, Karin Mamma Andersson, Mischa Billing, Karl Otto Bonnier, Kajsa Bergqvist, Peter Danowsky, Lena Endre, Pontus Frithiof, Mats Hanzon, Anders Hillborg, Martin Ingvar, Christina Mattsson, Gert Wingårdh, Maria Schottenius, Lars Torstenson och Birgitta Wistrand.